# تلمبة رهبار أباد (نغار بردسير)
تلمبة رهبار أباد (بالإنجليزية: Tolombeh-ye Rahbarabad)‏ هي مستوطنة تقع في إيران في كرمان.